# Ren zai jiong tu
Ren zai jiong tu (人在囧途S), noto anche con il titolo internazionale Lost on Journey, è un film del 2010 diretto da Raymond Yip.

## Trama
Li Cheng-gong è un arrogante uomo d'affari che tradisce la moglie, e che si ritrova a dover affrontare un lungo viaggio insieme al mite operaio Niu Geng; la lunga avventura porterà entrambi a riflettere sul senso che hanno dato alla loro vita.